# Gonten
Gonten je obec (okres) ve švýcarském kantonu Appenzell Innerrhoden. Nachází se asi 5 kilometrů západně od hlavního města kantonu, Appenzellu, v nadmořské výšce 902 metrů. Žije zde přibližně 1 500 obyvatel.

## Geografie
Gonten se nachází na západě kantonu Appenzell Innerrhoden; je zároveň jeho nejzápadnějším okresem. Současný okres Gonten vznikl v roce 1872 sloučením okrsku Gonten s polookrsky Stechlenegg a částí okrsku Rinkenbach. Gonten zahrnuje místní části Jakobsbad, Gontenbad a Rapisau. Nejznámějším a nejvyšším vrcholem na území Gontenu je Kronberg (1662 m n. m.).

## Historie

Oblast Gontenu na leteckém snímku z roku 1970

Název Gonten pochází z původního Gumbton, zmiňovaného ve 12. století a znamenajícího „louže vody kvůli nedalekému rašeliništi“. V appenzellském dialektu němčiny se slovo gonte dosud vztahuje k louži. 
Oblast s jádrem osady Gonten byla osídlena poměrně pozdě, až ve středověku. Kolem roku 1800 čítala pouze 21 domů. Kostel sv. Vereny byl postaven v roce 1452. V roce 1531 se místní obyvatelé vydali se zbraní v ruce do Appenzellu, aby zde znovu zavedli katolickou bohoslužbu a učinili Appenzell farností (do roku 1588). V roce 1647 se kaplanství Gonten oddělilo od Appenzellu a stalo se samostatnou farností. V 17. a 18. století byl Gonten známým poutním místem (kostel Maria zum Trost). Kaple svatého Jakuba na Kronbergu je doložena od roku 1464. Novogotický farní kostel byl v obci postaven v letech 1863–1865. Kostel navrhl Joseph Spalt z lichtenštejnského Ruggellu (za podpory Theodosia Florentiniho). Farnost existuje od roku 1873. Teprve v roce 1895 byla školní farnost oddělena od církevní.
Vesnička Gontenbad vděčí za svůj rozvoj lázním, které jsou v provozu od roku 1576. Po jejich zrušení roku 1933 se z jejich budovy stal domov důchodců. Již v roce 1931 začala společnost Mineralquelle Gontenbad AG prodávat minerální vodu z místních vrtů pod značkami Alpstein-Sprudel a Appenzeller Citron. Další rozvoj zaznamenal Gonten po připojení k síti úzkorozchodných drah Appenzeller Bahnen (AB) v roce 1886. Pěší turistiku podpořila výstavba lanovky z Jakobsbadu na Kronberg v letech 1963–1964. V letech 1993–1997 bylo vybudováno golfové hřiště. Po roce 1973 se obec rozrostla díky cílené politice výstavby (obytné a komerční budovy). Název obce připomíná těžbu rašeliny, která se prováděla až do 70. let 20. století. Během druhé světové války pracovalo na těžbě rašeliny asi 100 lidí. Hospodářství je stále založeno na zemědělství, které se specializuje na produkci trávy a mléka a chov prasat. Díky ní se podařilo přežít mnoha zemědělským podnikům, z nichž některé byly značně zadlužené. Až do 60. let 20. století bylo ruční vyšívání důležitým zdrojem příjmů místních žen.

## Obyvatelstvo

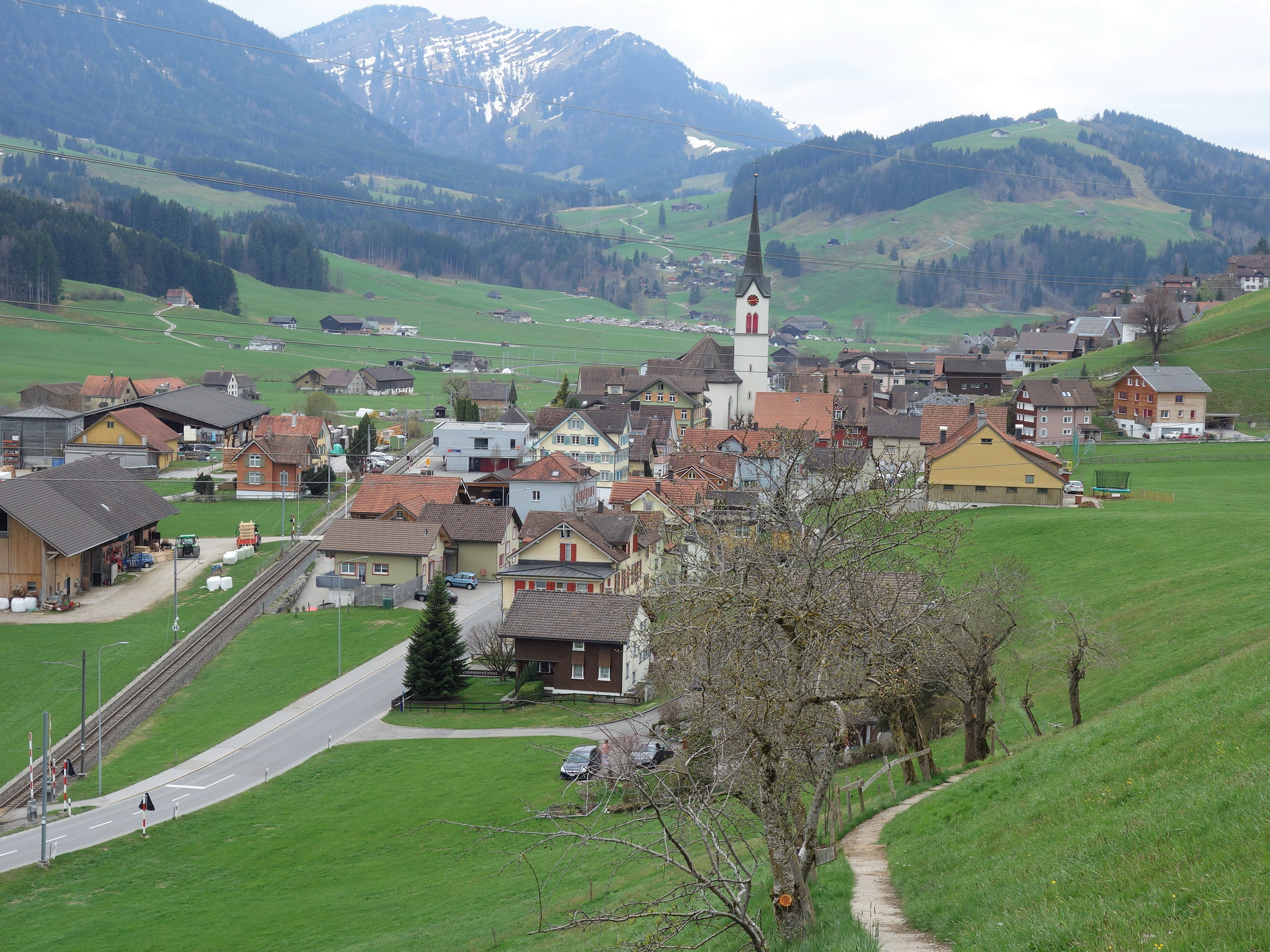
Pohled na centrum obce

| Rok            | 1880 | 1900 | 1910 | 1920 | 1930 | 1941 | 1950 | 1960 | 1970 | 1980 | 1990 | 2000 |
| Počet obyvatel | 1556 | 1594 | 1621 | 1565 | 1611 | 1522 | 1462 | 1367 | 1209 | 1257 | 1419 | 1379 |

## Hospodářství
Významným místním zaměstnavatelem je společnost Goba AG (dříve Mineralquelle Gontenbad AG), která mimo jiné stáčí limonádu Flauder.
Obec má příjmy také z turismu; v Gontenu se nachází několik turistických atrakcí, například bobová dráha Kronberg a lanový park, golfové hřiště, lanová dráha Jakobsbad–Kronberg, 5 km dlouhá stezka z Jakobsbadu do Gontenbadu, zimní turistická stezka, běžkařská stezka, Nordic Walking Centre, přírodní slatinné lázně Gontenbad a lyžařské vleky Studen, Alpsteinblick a Lauftegg.